# Jutro nie umiera nigdy

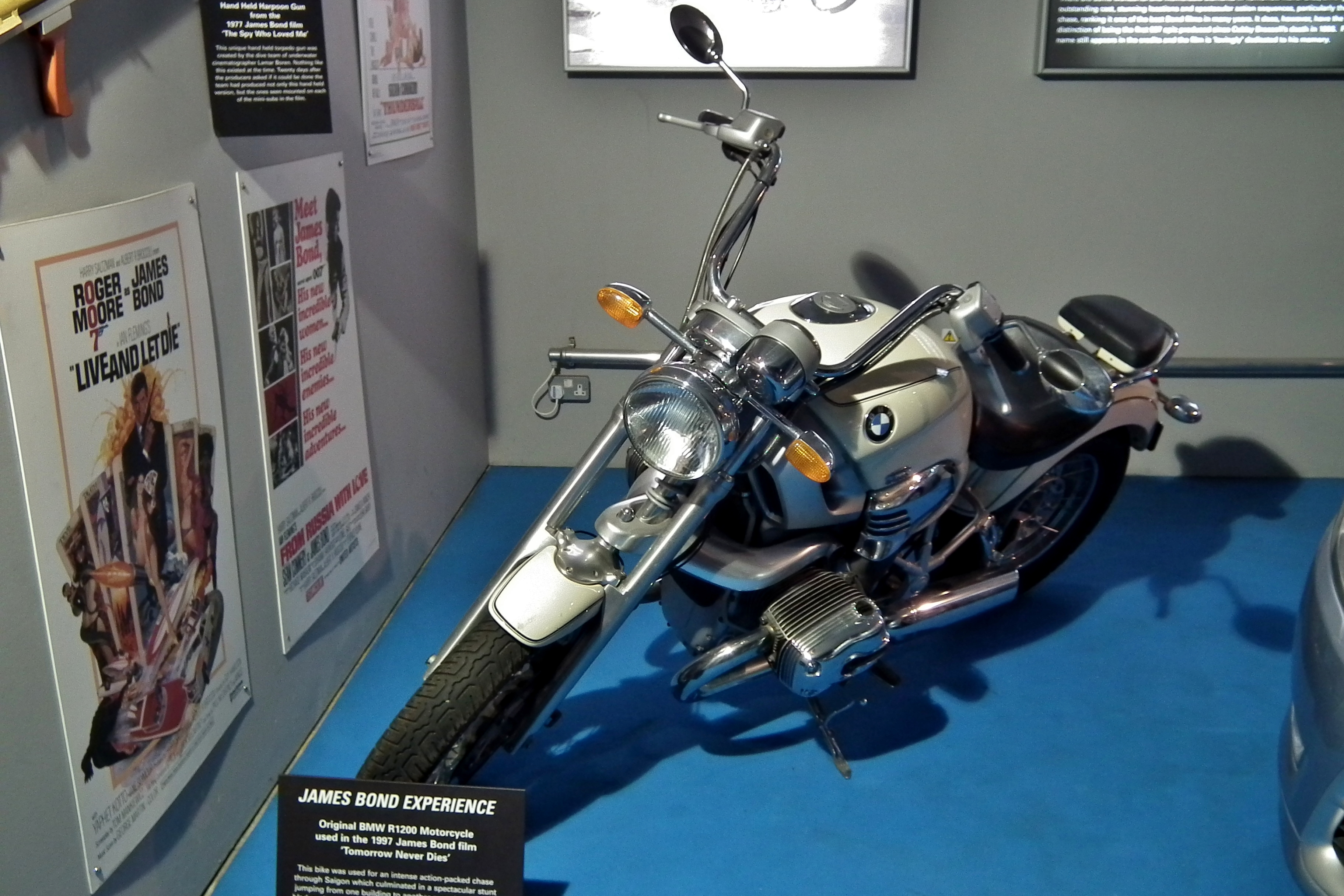
Motocykl, który 007 wykorzystuje do ucieczki w Sajgonie w „Jutro nie umiera nigdy”

Jutro nie umiera nigdy (ang. Tomorrow Never Dies) – brytyjski film szpiegowski z 1997 r. o przygodach Jamesa Bonda, wyprodukowany przez Eon Productions. Za reżyserię odpowiadał Roger Spottiswoode, a za scenariusz Bruce Feirstein. W rolę agenta 007 po raz drugi wcielił się Pierce Brosnan, a obok niego w rolach głównych wystąpili Jonathan Pryce, Michelle Yeoh, Teri Hatcher, Joe Don Baker i Judi Dench. Jest to osiemnasta produkcja wchodząca w skład serii filmów o Bondzie. W filmie Bond próbuje powstrzymać Elliota Carvera, żądnego władzy magnata mediowego, przed wywołaniem III wojny światowej.
Film został wyprodukowany przez Michaela G. Wilsona i Barbarę Broccoli. Był to pierwszy film z serii nakręcony po śmierci producenta Alberta R. Broccoliego (któremu oddano hołd w napisach końcowych) i ostatni wydany pod szyldem United Artists. Zdjęcia były kręcone w Tajlandii, Niemczech, Meksyku, Wielkiej Brytanii i we Francji. Światowa premiera miała miejsce 9 grudnia 1997 roku w Londynie.
Jutro nie umiera nigdy przy budżecie 110 milionów dolarów zarobił na całym świecie ponad 333 miliony dolarów, stając się czwartym pod względem dochodów filmem 1997 r. Otrzymał mieszane recenzje od krytyków, którzy chwalili czarny charakter i występ Brosnana, lecz krytykowali scenariusz. Mimo tego produkcja została nominowana m.in. do Złotego Globu. Jej dochody w Stanach Zjednoczonych przewyższyły wyniki GoldenEye, lecz był to jedyny film z serii z udziałem Brosnana, który nie znalazł się na pierwszym miejscu listy dochodów w tygodniu otwarcia. Miał bowiem premierę tego samego dnia, co Titanic i ostatecznie uplasował się za nim.

## Streszczenie fabuły
James Bond infiltruje nielegalny jarmark broni na granicy Pakistanu w poszukiwaniu techno-terrorysty Henry’ego Gupty, który kupuje kradziony amerykański dekoder GPS. Bond w ostatniej chwili ewakuuje się z miejsca misji po tym, jak Brytyjczycy wydają rozkaz zbombardowania jarmarku. Tymczasem na Morzu Południowochińskim dochodzi do zatopienia brytyjskiego okrętu wojennego HMS „Devonshire”. Za zniszczenie okrętu i śmierć brytyjskich marynarzy ma odpowiadać armia chińska. Okazuje się, że całość incydentu jest staranną inscenizacją Elliota Carvera – magnata mediowego, właściciela m.in. globalnej stacji informacyjnej i dziennika „Tomorrow”. Carver chce, by zatopienie HMS „Devonshire” stało się przyczyną globalnego kryzysu i III wojny światowej po to, aby mógł czerpać zyski z jej relacjonowania. Bond w Londynie dostaje zadanie udania się do Hamburga na przyjęcie wydawane przez Carvera z okazji wystrzelenia przez jego koncern kolejnego satelity telekomunikacyjnego, dzięki czemu jego program będzie nadawany także w Chinach. M podejmuje taką decyzję, gdy gazeta Carvera publikuje informacje o incydencie na Morzu Południowochińskim i zna jego szczegóły o wiele wcześniej niż brytyjska armia. W Hamburgu Bond z polecenia M ma też odświeżyć znajomość z żoną Elliota Carvera; Paris, z którą w przeszłości coś go łączyło.
W Niemczech podczas przyjęcia Bond rozmawia z Paris o przeszłości, poznaje także Wai Lin – chińską reporterkę, a tak naprawdę agentkę chińskiego wywiadu, która dostała dokładnie takie samo zadanie co on – ma rozpracować Elliota Carvera. Paris zdradza Bondowi, jak wejść do tajnego laboratorium jej męża, gdzie będzie on mógł zapewne znaleźć kolejne cenne wskazówki. 007 wykrada z laboratorium dekoder GPS – ten sam, który w Pakistanie kupił Henry Gupta. Gupta pracuje więc dla Carvera, a dekoder został wykorzystany do zmylenia zarówno armii chińskiej, jak i załogi zatopionego HMS „Devonshire” w kwestii właściwej pozycji jednostki – co doprowadziło do jej zniszczenia i globalnego kryzysu. W międzyczasie Paris Carver ginie, gdy jej mąż dowiaduje się, że James Bond to brytyjski szpieg, z którym jego żonę wiele w przeszłości łączyło.
Bond wyrusza do Wietnamu. Według ustaleń Brytyjczyków to tam, a nie na Morzu Południowochińskim doszło do zatopienia HMS „Devonshire”. Bond nurkuje do wraku, gdzie niespodziewanie spotyka też Wai Lin. Oboje zostają schwytani przez ludzi Carvera i spotykają go osobiście w kwaterze jego mediowego konsorcjum w Sajgonie. Po ucieczce Bond i Wai Lin postanawiają połączyć siły i wspólnie ostatecznie pokonać Elliota Carvera. Muszą w tym celu namierzyć jego kwaterę główną – wielki futurystyczny okręt w technologii stealth, dzięki któremu Carver był także w stanie zatopić HMS „Devonshire” i zestrzelić chińskie MiG-i, co doprowadziło do globalnego kryzysu. Bond i Wai Lin udają się do zatoki u wybrzeży Tajlandii, gdzie stacjonuje zakamuflowany okręt. Dostawszy się na jego pokład, Lin zostaje schwytana. Bond, chcąc ją ratować, detonuje granat i uszkadza statek, przez co staje się on widoczny na radarach marynarki wojennej. Lin wyłącza silniki, ale zostaje pojmana przez Stampera, dowódcę okrętu. Bond zabija Carvera i próbuje zniszczyć głowicę, lecz Stamper atakuje go, a związaną Lin wrzuca do wody. Ostatecznie Bond więzi Stampera w mechanizmie odpalającym pocisk i ratuje Lin. Statek eksploduje, co powoduje śmierć Stampera, a Bond i Lin dryfują na wraku statku, oczekując na ewakuację przez brytyjską marynarkę wojenną.

## Obsada
- Pierce Brosnan jako James Bond, agent MI6 posiadający status 00, dający mu licencję na zabijanie[6].
- Jonathan Pryce jako Elliot Carver, magnat mediowy, właściciel globalnej stacji informacyjnej[6].
- Michelle Yeoh jako Wai Lin, wykwalifikowana agentka chińskiego Ministerstwa Bezpieczeństwa Państwowego, sojuszniczka Bonda[7].
- Teri Hatcher jako Paris Carver, była dziewczyna Bonda, która obecnie jest żoną Carvera[8].
- Joe Don Baker jako Jack Wade, weteran CIA i sojusznik Bonda[9].
- Judi Dench jako M, szefowa MI6 i przełożona Bonda[7].

Ponadto w filmie wystąpili: Götz Otto jako Richard Stamper, poplecznik Carvera, biegły w sztuce torturowania czakrą; Ricky Jay jako Henry Gupta, amerykański terrorysta zatrudniony przez Carvera; Vincent Schiavelli jako dr Kaufman, zawodowy zabójca wykorzystywany przez Elliota Carvera; Desmond Llewelyn jako Q, kwatermistrz MI6 zapewniający Bondowi sprzęt do pracy w terenie; Samantha Bond jako panna Moneypenny, asystentka sekretarka M; Colin Salmon jako Charles Robinson, zastępca szefa sztabu M; Geoffrey Palmer jako admirał Roebuck, kolega M z Królewskiej Marynarki Wojennej; Julian Fellowes jako brytyjski minister obrony; Cecilie Thomsen jako Inga Bergstrom, profesor z Oksfordu, z którą Bond ma romans; Nina Young jako Tamara Steel, prezenterka wiadomości w Carver Media Group; Colin Stinton jako dr Dave Greenwalt, ekspert amerykańskich sił powietrznych w dziedzinie GPS; Michael Byrne jako admirał Kelly, dowódca grupy zadaniowej marynarki wojennej wysłanej na Morze Południowochińskie; Philip Kwok jako generał Chang, skorumpowany chiński urzędnik wojskowy, który pomaga Carverowi doprowadzić do wojny między Chinami a Wielką Brytanią; Terence Rigby jako generał armii rosyjskiej Bukharin; Christopher Bowen jako Richard Day, dowódca HMS „Devonshire”; Gerard Butler i Julian Rhind-Tutt jako członkowie załogi HMS „Devonshire”; Pip Torrens jako kapitan okrętu HMS „Bedford”; Hugh Bonneville i Jason Watkins jako członkowie załogi „Bedforda” oraz Daphne Deckers jako przedstawicielka PR Carver Media Group.

## Produkcja

### Rozwój projektu
Po pozytywnym przyjęciu przez publiczność zwiastuna do GoldenEye w maju 1995 roku, kolejna część otrzymała zielone światło. MGM naciskało, aby powtórzyć ten sukces w kolejnej produkcji. Wytwórnia wraz ze swoim nowym właścicielem, Kirkiem Kerkorianem, chciała, aby premiera filmu zbiegła się z ich publiczną ofertą akcji giełdowych. Producent Michael G. Wilson komentując to powiedział: „Zdajesz sobie sprawę, że publiczność jest ogromna i chyba nie chcesz wyjść do nich z filmem, który w jakiś sposób ich rozczaruje”.
Był to pierwszy film o Bondzie nakręcony po śmierci Alberta R. Broccoliego, który był zaangażowany w produkcję serii od samego początku. Film jest poświęcony jego pamięci. Ostateczny budżet wyniósł 110 milionów dolarów, czyli był dwukrotnie większy niż w przypadku poprzedniej części. Producenci nie byli w stanie przekonać reżysera GoldenEye Martina Campbella do powrotu, gdyż ten zdecydował się na pracę przy filmie Maska Zorro. Jego agent powiedział: „Martin po prostu nie chciał robić dwóch filmów o Bondzie z rzędu”. We wrześniu 1996 roku na stanowisko reżysera zatrudniono więc Rogera Spottiswoode’a. Wcześniej był on brany pod uwagę do wyreżyserowania GoldenEye, gdy w roli Bonda obsadzony był jeszcze Timothy Dalton.

### Scenariusz
Początkowo za scenariusz odpowiedzialni byli John Cork, Richard Smith i powieściopisarz Donald E. Westlake. W 1995 roku Westlake napisał dwa opowiadania we współpracy z Wilsonem, które opisywały złoczyńcę planującego zniszczyć Hongkong za pomocą materiałów wybuchowych w przeddzień przekazania suwerenności miasta Chinom. Westlake wykorzystał niektóre ze swoich pomysłów w powieści, którą ukończył w następnym roku, choć ta została opublikowana dopiero w 2017 roku pod tytułem Forever and a Death. Reżyser Spottiswoode powiedział, że w styczniu 1997 roku MGM miało przygotowany scenariusz również koncentrujący się na przekazaniu Hongkongu, lecz nie można go było wykorzystać do filmu mającego premierę pod koniec tego samego roku, więc musieli zacząć „praktycznie od zera”.
Wstępny scenariusz napisał zatem Bruce Feirstein, który pracował nad GoldenEye. Twierdził, że inspiracją było dla niego jego własne doświadczenie w pracy dziennikarskiej i oglądanie relacji Sky News i CNN z wojny w Zatoce Perskiej. Chciał napisać „coś, co byłoby zakorzenione w koszmarze rzeczywistości”. Scenariusz został przekazany Spottiswoode’owi, a ten następnie szukając osoby, której powierzy go do przeróbek zebrał siedmiu hollywoodzkich scenarzystów w Londynie. Wybór ostatecznie padł na Nicholasa Meyera. Nad scenariuszem pracowali również Dan Petrie Jr. i David Campbell Wilson. Mimo że Feirstein jako jedyny został uwzględniony jako scenarzysta w filmie i materiałach promocyjnych, Meyer, Petrie i Wilson zostali wyróżnieni wraz z Feirsteinem na stronie tytułowej książkowej adaptacji filmu autorstwa Raymonda Bensona. Wielu recenzentów porównywało postać Elliota Carvera do Ruperta Murdocha, choć tak naprawdę Feirstein oparł ją na Robercie Maxwellu.
Michael G. Wilson powiedział: „W pierwszym dniu zdjęć nie mieliśmy scenariusza, który byłby gotowy do sfilmowania”, natomiast Pierce Brosnan stwierdził: „Mieliśmy scenariusz, który nie działał w niektórych obszarach”.
Tytuł filmu został zainspirowany piosenką zespołu The Beatles „Tomorrow Never Knows”. Jednym z potencjalnych tytułów był Tomorrow Never Lies (nawiązujący do gazety „Tomorrow” w fabule), który został przefaksowany do MGM. Z powodu pomyłki wytwórnia otrzymała tytuł Tomorrow Never Dies, który uznała za tak atrakcyjny, że nalegała na jego użycie. Był to pierwszy tytuł filmu o Bondzie, który nie miał żadnego związku z życiem lub twórczością Iana Fleminga.

### Casting
W roli Jamesa Bonda obsadzono ponownie Pierce’a Brosnana, którego kontrakt obowiązywał na cztery filmy. W przesłuchaniu do roli Paris Carver wzięła udział Sela Ward. Producenci mieli jej powiedzieć, że chcieliby ją, ale „dziesięć lat młodszą”. Ostatecznie rola ta przypadła Teri Hatcher. Była ona w trzecim miesiącu ciąży, gdy rozpoczęły się zdjęcia, lecz jej rzecznik stwierdził, że ciąża nie wpłynęła na harmonogram produkcji. Hatcher później żałowała, że zagrała Paris Carver, mówiąc: „To tak sztuczny rodzaj postaci, że nie czerpiesz z tego żadnej szczególnej satysfakcji”. Hatcher, mając 32 lata, była siedem lat młodsza od Ward. Grała Lois Lane w serialu telewizyjnym Nowe przygody Supermana, a w 1997 roku została uznana za „najseksowniejszą kobietę na świecie” przez czytelników magazynu „FHM”. Brosnan twierdził, że w zdjęciach próbnych do tej roli brała również udział Monica Bellucci, ale według niego „głupcy powiedzieli nie”. Aktorka ta wystąpiła później w innym filmie o Bondzie, Spectre.
Rola Elliota Carvera została początkowo zaoferowana Anthony’emu Hopkinsowi (któremu proponowano również rolę w GoldenEye), lecz odmówił on na rzecz Maski Zorro. Powierzono więc ją Jonathanowi Pryce’owi.
Natasha Henstridge była podobno obsadzona w głównej roli dziewczyny Bonda, lecz rola ta ostatecznie przypadła Michelle Yeoh. Brosnan był pod wrażeniem jej występu, opisując ją jako „wspaniałą aktorkę”, która była „poważna i zaangażowana w swoją pracę”. Podobno chciała wykonywać swoje akrobacje samodzielnie, jednak uniemożliwiono jej to, gdyż reżyser Spottiswoode uznał to za zbyt niebezpieczne.
Kiedy Götz Otto został wezwany na casting, dano mu dwadzieścia sekund na przedstawienie się, ale zrobił to w pięć, mówiąc: „Jestem duży, jestem zły i jestem Niemcem”.

### Zdjęcia i postprodukcja
Główne zdjęcia do filmu rozpoczęły się 1 kwietnia 1997 roku, jednak od stycznia trwały zdjęcia drugiej ekipy, której reżyserem był Vic Armstrong. Wówczas na lotnisku Peyresourde-Balestas w Peyragudes w Pirenejach nakręcono m.in. 4-minutową sekwencję przed napisami początkowymi. Samolot, którym Bond ucieka w filmie, to czeski Aero Vodochody L-39ZO Albatros, dostarczony przez brytyjską firmę i pilotowany przez kaskaderów. Po ukończeniu zdjęć we Francji, ekipa drugiego planu przeniosła się do Portsmouth, aby nakręcić sceny walki Królewskiej Marynarki Wojennej z Chińczykami. Jako fregata typu 23 posłużyła jednostka HMS „Westminster” (F237). Gdy główna ekipa rozpoczęła zdjęcia, nie można było korzystać ze studia Leavesden zbudowanego na potrzeby GoldenEye, ponieważ George Lucas użył go do nakręcenia filmu Gwiezdne wojny: część I – Mroczne widmo. Zbudowano więc hale na innym opuszczonym terenie przemysłowym w pobliżu. Użyto także sceny 007 w Pinewood Studios. Sekwencja na amerykańskiej bazie lotniczej na Morzu Południowochińskim, w której Bond przekazuje kodery GPS, została nakręcona na lotnisku RAF Lakenheath. Lądowanie na morzu zostało nakręcone w zbiorniku wodnym zbudowanym podczas zdjęć do filmu Titanic w Rosarito. Gdy kręcono sceny podczas imprezy Elliota Carvera, zatrudniono do nich 500 statystów.
Niektóre sceny miały być kręcone w mieście Ho Chi Minh, a ekipa produkcyjna otrzymała nawet wizę. Byłby to pierwszy duży film kręcony w Wietnamie od czasów wojny wietnamskiej. Wiza została jednak później cofnięta, co zmusiło twórców do przeniesienia zdjęć do Bangkoku. Gordon Arnell twierdził, że Wietnamczycy byli niezadowoleni z ekipy i sprzętu do pirotechniki, natomiast wietnamski urzędnik powiedział, że było to spowodowane „wieloma skomplikowanymi czynnikami”. Podczas zdjęć wykorzystano dwie lokalizacje z poprzednich filmów z serii: scena miłosna Brosnana z Hatcher została nakręcona w Stoke Park, który pojawił się w filmie Goldfinger, a zatoka, w której szukają łodzi Carvera, to zatoka Phang Nga, wykorzystana wcześniej w Człowieku ze złotym pistoletem.
Jedną z innowacji wprowadzonych przez Spottiswoode’a był zdalnie sterowany samochód, który nie miał widocznego kierowcy – efekt ten osiągnięto poprzez odpowiednie dostosowanie BMW 750iL i umieszczenie kierownicy na tylnym siedzeniu. Nakręcenie sekwencji pościgu samochodowego z udziałem BMW 750iL zajęło trzy tygodnie. Plan filmowy znajdował się na parkingu przed Brent Cross, który przystosowano tak, aby przypominał Hamburg, lecz kulminacyjne sceny zostały sfilmowane w tymże mieście. Podczas zdjęć zniszczono piętnaście BMW 750iL.
Jutro nie umiera nigdy to pierwszy film z serii, w którym pistoletem Bonda jest Walther P99. Zastąpił on Walthera PPK, który bohater nosił w każdym filmie od czasu Doktora No, z wyjątkiem Moonrakera oraz Ośmiorniczki. W filmie użyto kilku drobnych efektów specjalnych, głównie w celu poprawy linii horyzontu. Istniały obawy, że film nie zostanie ukończony do wyznaczonej daty premiery, jednak odpowiadający za marketing Guy Laurence wydał oświadczenie, w którym zaprzeczył tym doniesieniom. Za scenografię odpowiadali Allan Cameron, Peter Young i Ken Court. Kostiumami zajęła się Lindy Hemming, a montażem Michel Arcand i Dominique Fortin.

### Muzyka

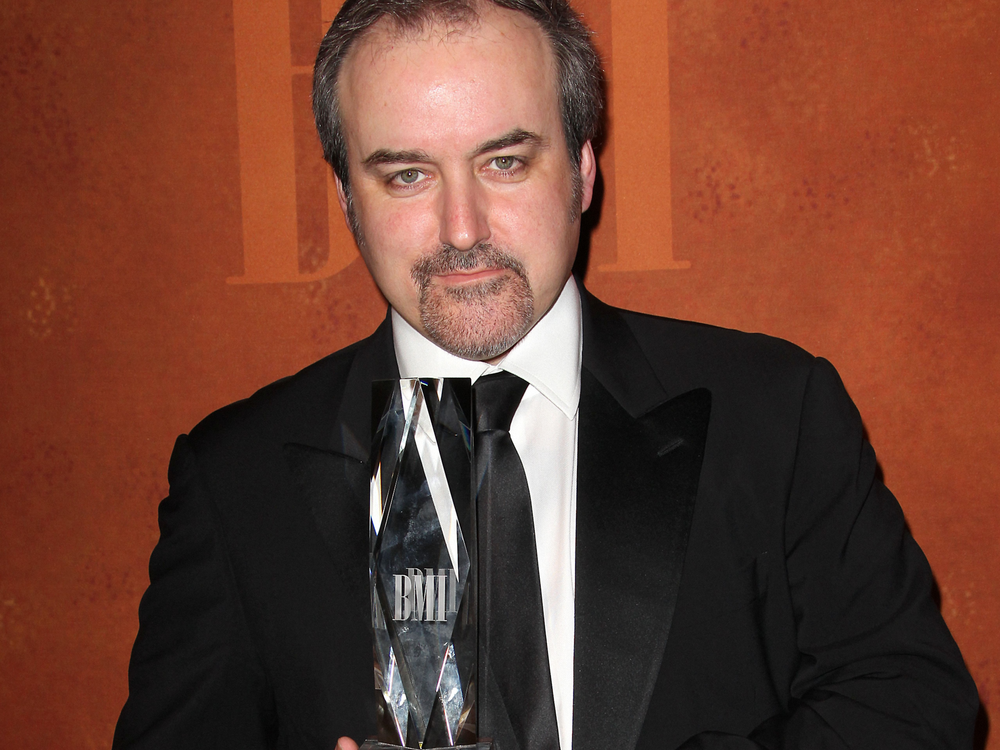
David Arnold, kompozytor ścieżki dźwiękowej

Początkowo rozmowy w sprawie powrotu do pracy przy filmach o Bondzie po dziesięcioletniej przerwie prowadził John Barry, ale według jego ówczesnego agenta, Richarda Krafta, nie mógł dojść do porozumienia w sprawie swojego wynagrodzenia. Ostatecznie do skomponowania muzyki Barbara Broccoli wybrała Davida Arnolda na podstawie rekomendacji Barry’ego. Ścieżka dźwiękowa powstawała przez sześć miesięcy. Arnold tworzył i poprawiał swoje utwory, gdy otrzymał zmontowany materiał filmowy. Ścieżka dźwiękowa została dobrze przyjęta przez krytyków, a Christian Clemmensen z Filmtracks opisał ją jako „doskonały hołd dla całej serii partytur Bonda”.
Początkowo piosenka przewodnia miała zostać napisana przez Arnolda, z pomocą autora tekstów Dona Blacka i piosenkarza Davida McAlmonta, który nagrał demo. MGM chciało jednak bardziej popularnego artysty i zorganizowało konkurs. Wśród około dwunastu nadesłanych zgłoszeń znalazły się m.in. utwory Swan Lee, Pulp, Saint Etienne, Marca Almonda i Sheryl Crow. Wybrano piosenkę Crow. Kompozycja Arnolda, „Surrender”, wykonywana przez k.d. lang, została użyta w napisach końcowych i zawiera ten sam motyw muzyczny, co główna partytura filmu.
| Tomorrow Never Dies: Music from the Motion Picture – 1997 | Tomorrow Never Dies: Music from the Motion Picture – 1997 | Tomorrow Never Dies: Music from the Motion Picture – 1997 |
| Nr                                                        | Tytuł utworu                                              | Długość                                                   |
| --------------------------------------------------------- | --------------------------------------------------------- | --------------------------------------------------------- |
| 1.                                                        | „Tomorrow Never Dies”                                     | 4:50                                                      |
| 2.                                                        | „White Knight”                                            | 8:30                                                      |
| 3.                                                        | „The Sinking of the HMS „Devonshire””                     | 7:07                                                      |
| 4.                                                        | „Company Car”                                             | 3:08                                                      |
| 5.                                                        | „Station Break”                                           | 3:30                                                      |
| 6.                                                        | „Paris and Bond”                                          | 1:55                                                      |
| 7.                                                        | „The Last Goodbye”                                        | 1:34                                                      |
| 8.                                                        | „Hamburg Break In”                                        | 2:52                                                      |
| 9.                                                        | „Hamburg Break Out”                                       | 1:26                                                      |
| 10.                                                       | „Doctor Kaufman”                                          | 2:26                                                      |
| 11.                                                       | „*-3- Send”                                               | 1:17                                                      |
| 12.                                                       | „Underwater Discovery”                                    | 3:37                                                      |
| 13.                                                       | „Backseat Driver”                                         | 4:37                                                      |
| 14.                                                       | „Surrender”                                               | 3:56                                                      |
| 15.                                                       | „James Bond Theme”                                        | 3:12                                                      |
|                                                           |                                                           | 53:57                                                     |

## Marketing
Przy kampanii reklamowej filmu użyto więcej efektów cyfrowych, niż w przypadku GoldenEye.
W przeciwieństwie do minimalistycznych plakatów zwiastunowych GoldenEye, na których widniały zbliżenia Pierce’a Brosnana w kolorze złotym celującego w widza oraz klasyczny kadr z Brosnanem i logo 007 w tle, kampania marketingowa Jutro nie umiera nigdy zaczęła eksperymentować z efektami cyfrowymi.
Intensywnie promowano twarz Pierce’a Brosnana, aby przypomnieć publiczności, że to ten sam Bond, ale we współczesnym kontekście. Jeden z tych plakatów, przedstawiający głównego bohatera w czarnej marynarce i z pistoletem Walther P99, trafił na rynek międzynarodowy. Drugi, którego użyto wyłącznie w Ameryce, zawierał zbliżenie twarzy Brosnana. Logo „007” zostało stworzone w różnych odcieniach czerwieni, szarości i bieli.

## Wydanie
Światowa premiera Jutro nie umiera nigdy miała miejsce 9 grudnia 1997 roku w The Odeon Leicester Square. 12 grudnia film wszedł do powszechnej dystrybucji w Wielkiej Brytanii. Dzień wcześniej miała miejsce premiera we Francji, a 19 grudnia w Stanach Zjednoczonych, Kanadzie, Niemczech i Rosji. W Polsce film zadebiutował 16 stycznia 1998 roku. Z oryginalnej brytyjskiej wersji filmu zostały wycięte niektóre ujęcia w scenach przemocy, aby zmniejszyć wpływ efektów dźwiękowych i otrzymać certyfikat 12 w klasyfikacji BBFC. W celu zachowania certyfikatu, w wydaniu DVD dokonano kolejnych cięć. Usunięte sceny zostały przywrócone w wydaniu Ultimate Edition DVD w Wielkiej Brytanii, które w rezultacie otrzymało certyfikat 15. W 2012 roku po wydaniu pełnego filmu w wersji Blu-ray, przyznano mu z powrotem certyfikat 12.

## Odbiór

### Box office
Podczas otwarcia w Stanach Zjednoczonych i Kanadzie film zarobił 25,1 miliona dolarów, plasując się za Titanikiem. W Wielkiej Brytanii zysk wyniósł ponad 19,8 miliona funtów. Do 24 stycznia 1998 roku film osiągnął dochód w wysokości 115,5 miliona dolarów. Na całym świecie film zarobił 333 miliony dolarów. Jest to wynik o prawie 20 milionów dolarów mniejszy niż poprzedniej części.

### Reakcje krytyków
Film spotkał się z umiarkowanie pozytywną reakcją krytyków. W serwisie Rotten Tomatoes 57% z 93 recenzji uznano za pozytywne, a średnia ocen wystawionych na ich podstawie wyniosła 6,1/10. Na agregatorze Metacritic średnia ważona z 38 recenzji wyniosła 52 na 100 punktów. Według serwisu CinemaScore, zajmującego się mierzeniem atrakcyjności filmów w Stanach Zjednoczonych, publiczność przyznała mu ocenę „A-” w skali od A+ do F.
Roger Ebert na łamach „Chicago Sun-Times” przyznał filmowi trzy z czterech gwiazdek, pisząc: „Jutro nie umiera nigdy spełnia oczekiwania, momentami ekscytująco, często z klasą”, a czarny charakter uznał za „nieco bardziej współczesny i wiarygodny niż zwykle”. Gene Siskel z „Chicago Tribune” napisał, że był to „pierwszy film o Jamesie Bondzie od wielu lat, który mi się podobał”, najbardziej chwaląc postać Elliota Carvera, który jego zdaniem dodał „współczesności do serii Bonda, co jest jak najmilej widziane”. Tymczasem Kenneth Turan z „Los Angeles Times” uznał, że wiele aspektów filmu miało w sobie „sztampowość” i sprawiało „wrażenie wtórności w stosunku do poprzednich części cyklu”. Janet Maslin z „The New York Times” opisała film jako „typowe wydarzenie kina akcji, które mogłoby być każdym starym letnim hitem”, podkreśliła jednak że bohater „chronicznie przesadza z ubiorem”. Charles Taylor napisał dla „Salonu”, że film był „płaskim, bezosobowym romansem”. Todd McCarthy na łamach „Variety” uznał, że jest to część „nieco nijaka”, ale chwalił czarny charakter i partnerkę Bonda. Marcin Tadera z portalu jamesbond.org.pl stwierdził, że najsłabszą częścią filmu jest scenariusz i reżyseria, i że film przyniósł spory zawód „nie ze względu na to, jaki jest, ale jaki mógłby być”. Piotr Radecki z telemagazyn.pl przyznał filmowi osiem punktów z dziesięciu możliwych, chwaląc występ Pierce’a Brosnana, lecz krytykując scenariusz i motywację niektórych postaci. Tomek Goska z portalu filmmusic.pl stwierdził, że film zyskał „coś więcej niźli kolejną porcję wybuchów, strzelanin i pięknych kobiet – godną oprawę muzyczną”.

### Nagrody i nominacje
| Nagroda                                | Kategoria                                                                           | Nominowani                              | Wynik     | Źródło                  |
| -------------------------------------- | ----------------------------------------------------------------------------------- | --------------------------------------- | --------- | ----------------------- |
| Nagroda Europejskiej Akademii Filmowej | Europejski wkład w światowe kino                                                    | Pierce Brosnan                          | Nominacja | [ 109 ]                 |
| Nagroda Saturn                         | Najlepszy film akcji / przygodowy / thriller                                        | Tomorrow Never Dies                     | Nominacja | [ 110 ] [ 111 ] [ 112 ] |
| Nagroda Saturn                         | Najlepszy film akcji / przygodowy / thriller                                        | Teri Hatcher                            | Nominacja | [ 110 ] [ 111 ] [ 112 ] |
| Nagroda Saturn                         | Najlepsza muzyka                                                                    | David Arnold                            | Nominacja | [ 110 ] [ 111 ] [ 112 ] |
| Nagroda Saturn                         | Najlepszy aktor                                                                     | Pierce Brosnan                          | Wygrana   | [ 110 ] [ 111 ] [ 112 ] |
| MTV Movie Award                        | Najlepsza scena walki                                                               | Michelle Yeoh                           | Nominacja | [ 113 ]                 |
| MTV Movie Award                        | Najlepsza scena akcji                                                               | pościg motocykl / śmigłowiec            | Nominacja | [ 113 ]                 |
| BMI Film & TV Awards                   | Najlepsza ścieżka dźwiękowa                                                         | David Arnold                            | Wygrana   | [ 114 ]                 |
| Złoty Glob                             | Najlepsza piosenka                                                                  | „Tomorrow Never Dies”, wyk. Sheryl Crow | Nominacja | [ 115 ]                 |
| Nagroda Satelita                       | Najlepsza piosenka                                                                  | „Tomorrow Never Dies”, wyk. Sheryl Crow | Nominacja | [ 116 ]                 |
| Nagroda Grammy                         | Najlepsza piosenka napisana specjalnie dla filmu kinowego lub na potrzeby telewizji | „Tomorrow Never Dies”, wyk. Sheryl Crow | Nominacja | [ 117 ] [ 118 ]         |
| Złote Szpule                           | Najlepszy montaż dźwięku w filmie zagranicznym                                      | Tomorrow Never Dies                     | Wygrana   | [ 119 ] [ 120 ]         |

### W innych mediach
Jutro nie umiera nigdy to pierwszy z trzech filmów o Bondzie, które zostały zaadaptowane na książki przez ówczesnego pisarza powieści o Bondzie Raymonda Bensona. Wersja Bensona została rozszerzona w stosunku do scenariusza. Zawarł on w niej dodatkowe sceny z Wai Lin i innymi postaciami drugoplanowymi, których nie było w filmie. Powieść śledzi losy Carvera jako syna potentata mediowego Lorda Rovermana, którego szantażem doprowadza do samobójstwa, a później przejmuje jego biznes. Dzieło próbuje również połączyć serię Bensona z filmami, m.in. poprzez kontynuację podejścia poprzedniego pisarza, Johna Gardnera co do ciągłości. Benson powiedział w wywiadzie, że jego zdaniem Jutro nie umiera nigdy było najlepszą z trzech napisanych przez niego powieści.
Film został również zaadaptowany na trzecioosobową strzelankę na PlayStation, 007: Tomorrow Never Dies. Gra została stworzona przez Black Ops i wydana przez Electronic Arts 16 listopada 1999 roku. Serwis „Game Revolution” opisał ją jako „naprawdę pustą i płytką grę”, a portal „IGN” stwierdził, że była „przeciętna”.
W 2001 roku film został nominowany przez Amerykański Instytut Filmowy do nagrody AFI’s 100 Years of Thrills, a w 2005 roku ścieżka dźwiękowa Davida Arnolda – do nagrody AFI’s 100 Years of Film Scores.

## Kontynuacje
W 1999 roku ukazał się kolejny film z serii, Świat to za mało. Ponownie w roli agenta 007 pojawił się Pierce Brosnan, a w roli M Judi Dench. Do roli Żukowskiego powrócił również Robbie Coltrane, a postać antagonisty zagrała Sophie Marceau. Ostatnim filmem z Pierce’em Brosnanem w roli Jamesa Bonda był Śmierć nadejdzie jutro z 2002 roku. Jako wróg Bonda pojawił się Toby Stephens. W 2005 roku Daniel Craig zastąpił Brosnana w roli Bonda. Aktor wystąpił w filmach: Casino Royale (2006), 007 Quantum of Solace (2008), Skyfall (2012), Spectre (2015) oraz Nie czas umierać (2021).